# Topîk, Bârzula
Topîk (în ucraineană Топик) este un sat în comuna Cuialnic din raionul Bârzula, regiunea Odesa, Ucraina.

## Demografie
Componența lingvistică a localității Topîk
     Ucraineană (93,75%)
     Română (5,21%)
Conform recensământului din 2001, majoritatea populației localității Topîk era vorbitoare de ucraineană (93,75%), existând în minoritate și vorbitori de română (5,21%).